# Challenger de Porto Alegre 2013
El Aberto de Tênis do Rio Grande do Sul 2013 fue un torneo de tenis profesional que se jugó en pistas de tierra batida. Se trató de la 2.ª edición del torneo que forma parte del ATP Challenger Tour 2013 . Tuvo lugar en Porto Alegre, Brasil entre el 23 de setiembre y el 29 de setiembre de 2013.

## Jugadores participantes del cuadro de individuales

### Cabezas de serie
| Favorito | País                        | Jugador                | Ranking1 | Posición en el torneo |
| -------- | --------------------------- | ---------------------- | -------- | --------------------- |
| 1        | Bandera de Argentina        | Guido Pella            | 100      | Segunda ronda         |
| 2        | Bandera de Eslovenia        | Blaž Kavčič            | 105      | Primera ronda         |
| 3        | Bandera de los Países Bajos | Thiemo de Bakker       | 109      | Primera ronda         |
| 4        | Bandera de Argentina        | Martín Alund           | 120      | Segunda ronda         |
| 5        | Bandera de Brasil           | Rogério Dutra da Silva | 127      | Segunda ronda         |
| 6        | Bandera de Portugal         | Gastão Elias           | 132      | Primera ronda         |
| 7        | Bandera de Brasil           | João Souza             | 140      | Segunda ronda         |
| 8        | Bandera de Chile            | Paul Capdeville        | 149      | Segunda ronda         |

- 1 Se ha tomado en cuenta el ranking del 16 de setiembre de 2013.

### Otros participantes
Los siguientes jugadores recibieron una invitación (wild card), por lo tanto ingresan directamente al cuadro principal:
- Marcelo Demoliner
- Eduardo Dischinger
- Thiago Monteiro
- Fabricio Neis

Los siguientes jugadores ingresan al cuadro principal tras disputar la fase clasificatoria:
- Andrea Collarini
- Carlos Gómez-Herrera
- José Hernández
- Gianluigi Quinzi

## Campeones

### Individual Masculino
- Facundo Argüello derrotó en la final a  Máximo González 6–4 y 6-1.

### Dobles Masculino
- Guillermo Durán /  Máximo González derrotaron en la final a  Víctor Estrella /  João Souza 3-6, 6-1, [10-5].